# 翁祖揚
翁祖揚（1910年—?），字中光，福建人，曾任職於福建鹽務管理局，來台後一直在台灣銀行工作四十五載。詩齡六十年，曾參加南平雙溪、永安燕溪吟社。蒞台後參加庾寧朋社、臺鐵、八閩、春人等詩社，並於1955年1月與陳祖平等發起組織玉岑詩社，選何武公任社長、陳衡夫副之，自任總幹事。後於1956年1月因轉職高雄市，遂成立高雄分社，推沈達夫為分社總幹事，南北互通聲氣。著有《樂餘室詩草、詩鐘》。